# Parafia św. Antoniego Padewskiego w Redzie
Parafia św. Antoniego Padewskiego – rzymskokatolicka parafia znajdująca się w dekanacie Reda archidiecezji gdańskiej. Najmłodsza parafia rzymskokatolicka w Redzie, obejmująca południowe osiedla miasta oraz północny fragment Białej Rzeki, dzielnicy Rumi. Powstała 1 lipca 2001 roku dekretem ówczesnego metropolity gdańskiego abpa Tadeusza Gocłowskiego. We wrześniu 2001 roku przy ulicy Franciszka Fenikowskiego wybudowano kaplicę parafialną, a od października 2004 roku powstawał budynek nowej świątyni, który ukończono w 2016 r. (poświęcenie w dniu 12 czerwca).

## Historia (kalendarium)
- 20 czerwca 2001 - erygowano parafię św. Antoniego w Redzie, wydzieloną z parafii Wniebowzięcia NMP w Redzie[3];
- 1 lipca 2001 - na terenie przyszłego kościoła na polowym ołtarzu odprawiono pierwszą Mszę Św.[3];
- 8 lipca 2001 - arcybiskup Tadeusz Gocłowski poświęcił krzyż oraz plac pod budowę kościoła[3];
- 2002 - parafia otrzymała relikwie św. Antoniego[3];
- 11 października 2004 - rozpoczęto budowę kościoła wg projektu Jana Kozłowskiego i Anny Król[3];
- 2006 - budowa chóru, oraz bocznej kaplicy i ścian[3];
- 13 czerwca 2006 - podczas odpustu św. Antoniego arcybiskup Gocłowski wmurował w ścianę kościoła kamień węgielny, poświęcony 1 maja 2002 przez Papieża Jana Pawła II na Placu św. Piotra[3];
- 24 grudnia 2006 - pierwsza Pasterka w kościele[3];
- 2007 - rozpoczęcie budowy wieży[3];
- 13 czerwca 2008 - poświęcenie trzech dzwonów: Antoni, Maryja Nieustającej Pomocy i Jan Paweł II, odlanych przez Janusza Felczyńskiego i uruchomionych 1 lipca 2008;[4][5]
- 2009 - zakończono tynkowanie ścian kościoła i zawieszono krzyż na wieży kościelnej;
- 2010 - zamontowano zegar na wieży kościelnej[3];
- 13 czerwca 2011 - poświęcono mozaikę, witraż i tabernakulum[3];
- 2013 - wykonano 13 stacji Drogi Krzyżowej, zamontowano nowe witraże oraz drzwi[3];
- 12 czerwca 2016 - konsekracja świątyni[3]